# 4346 Whitney
4346 Whitney è un asteroide della fascia principale. Scoperto nel 1988, presenta un'orbita caratterizzata da un semiasse maggiore pari a 3,0184514 UA e da un'eccentricità di 0,0905386, inclinata di 10,23182° rispetto all'eclittica.
Dall'11 marzo al 10 aprile 1990, quando 4380 Geyer ricevette la denominazione ufficiale, è stato l'asteroide denominato con il più alto numero ordinale. Prima della sua denominazione, il primato era di 4226 Damiaan.
L'asteroide è dedicato all'astronomo statunitense Charles A. Whitney.